# Rosenwiller (Dettwiller)
Pour les articles homonymes, voir Rosenwiller.
Rosenwiller est un village rattaché à Dettwiller dans le département du Bas-Rhin. Il se situe à environ 600 mètres au nord de Dettwiller. 
Il doit son nom à son fondateur : Reinhold de Rosen et ne doit pas être confondu avec la commune de Rosenwiller située près de Rosheim.

## Histoire
Lorsque Reinhold de Rosen rachète le bailliage du Herrenstein à la ville de Strasbourg en 1652, les villages de Dettwiller et de Dossenheim qui en font partie sont ruinés et presque dépeuplés à la suite de la Guerre de Trente Ans.
Parallèlement, les réformés suisses convertis au calvinisme sont opprimés et chassés de chez eux. Ces émigrants commenceront à arriver à Dettwiller vers 1655. La promesse de laisser aux habitants leur religion (promesse faite par Rosen aux habitants de Dettwiller quelques années plus tôt) permet aux Suisses de rester et de célébrer leur culte en toute liberté.
Afin de mieux exploiter des terres en dehors de Dettwiller, Reinhold de Rosen fonde en 1664 un hameau portant son nom et composé de 7 fermes et 4 maisons de valets.
En 1718, son petit-fils, Reinhold Charles de Rosen, accorde les bâtiments et les terres en bail héréditaire aux habitants.
La Révolution française suspend les droits féodaux de la famille de Rosen mais les possessions seront restitués en 1796 à Sophie-Rose de Broglie (dernière descendante de la famille Rosen). Celle-ci les revend à une société alsacienne deux ans plus tard.
Les biens emphytéotiques de Rosenwiller reviennent ensuite à Joseph Reibel en 1805, puis sont vendus en 1868 par sa descendante Valérie-Joséphine à Jules Kunlin. Les baux sont transformés en 1906 en hypothèques perpétuelles en faveur de la veuve Kunlin mais les droits à la rente aux emphytéotes sont vendus par les héritiers Kunlin en 1919. Finalement, entre 1920 et 1926, les emphytéotes deviennent seuls propriétaires de leurs biens.

## Religion
L'église de Dettwiller étant réservée au culte luthérien, la population de Rosenwiller, en majorité calviniste, célèbre son culte dans la Gemeindestube (maison commune). Les prédicants viennent de Wolfisheim et de Lixheim et les habitants sollicitent alors le droit d'ériger un temple réformé.
Une promesse écrite de cession de terrain est faite le 15 mai 1663 par Reinhold de Rosen. Il faut cependant attendre 1670 pour que son neveu et gendre Conrad de Rosen accorde, par lettre du 27 octobre, le droit de construire un temple calviniste (achevé en 1672) avec un presbytère et une école. Le temple sera inauguré le 13 mai 1685. Rosenwiller devient alors une paroisse réformée mais sans pasteur. Elle est desservie par le diacre de Wolfisheim. La paroisse reste longtemps indépendante avant d'être rattachée en 1819 à la paroisse réformée de Cosswiller.
En 1842, les habitants catholiques entament à leurs frais la construction d'une église (Eglise Sainte Rose de Lima) qui est achevée en 1846.
En 1905, le temple désaffecté est vendu aux enchères pour 1 000 marks, puis transformé en grange (toujours existante, rue des Suisses). Le culte est alors célébré une fois par an dans l’église de Dettwiller jusqu'en 1922.

## Demandes d'indépendance
Des conflits opposant les habitants de Rosenwiller à ceux de Dettwiller entre 1724 et 1847 donnent naissance à deux pétitions, l'une en 1837 et l'autre en 1847, réclamant une séparation avec la commune mère. Elles sont finalement toutes deux rejetées.

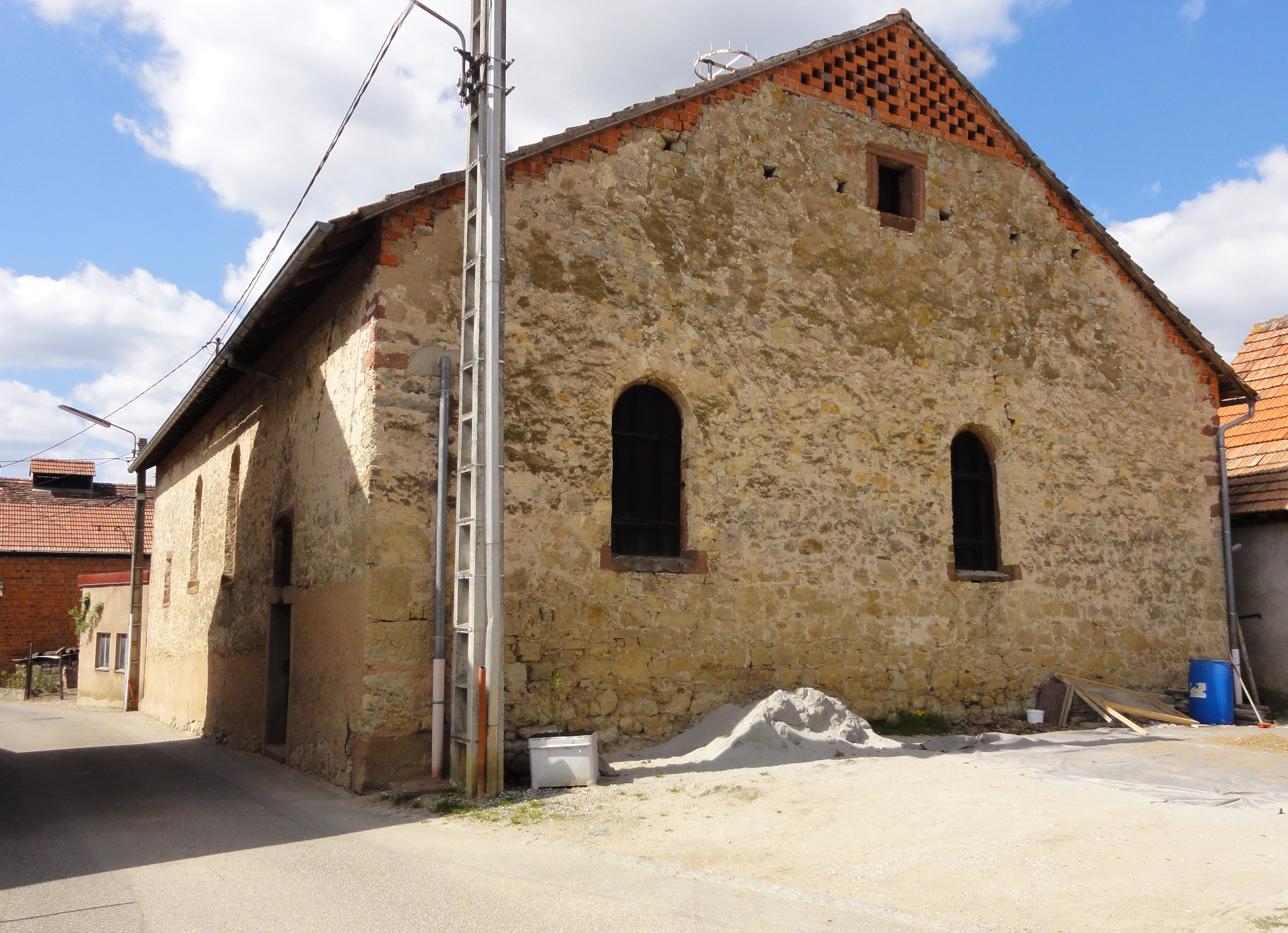
Ancien temple réformé (1685).
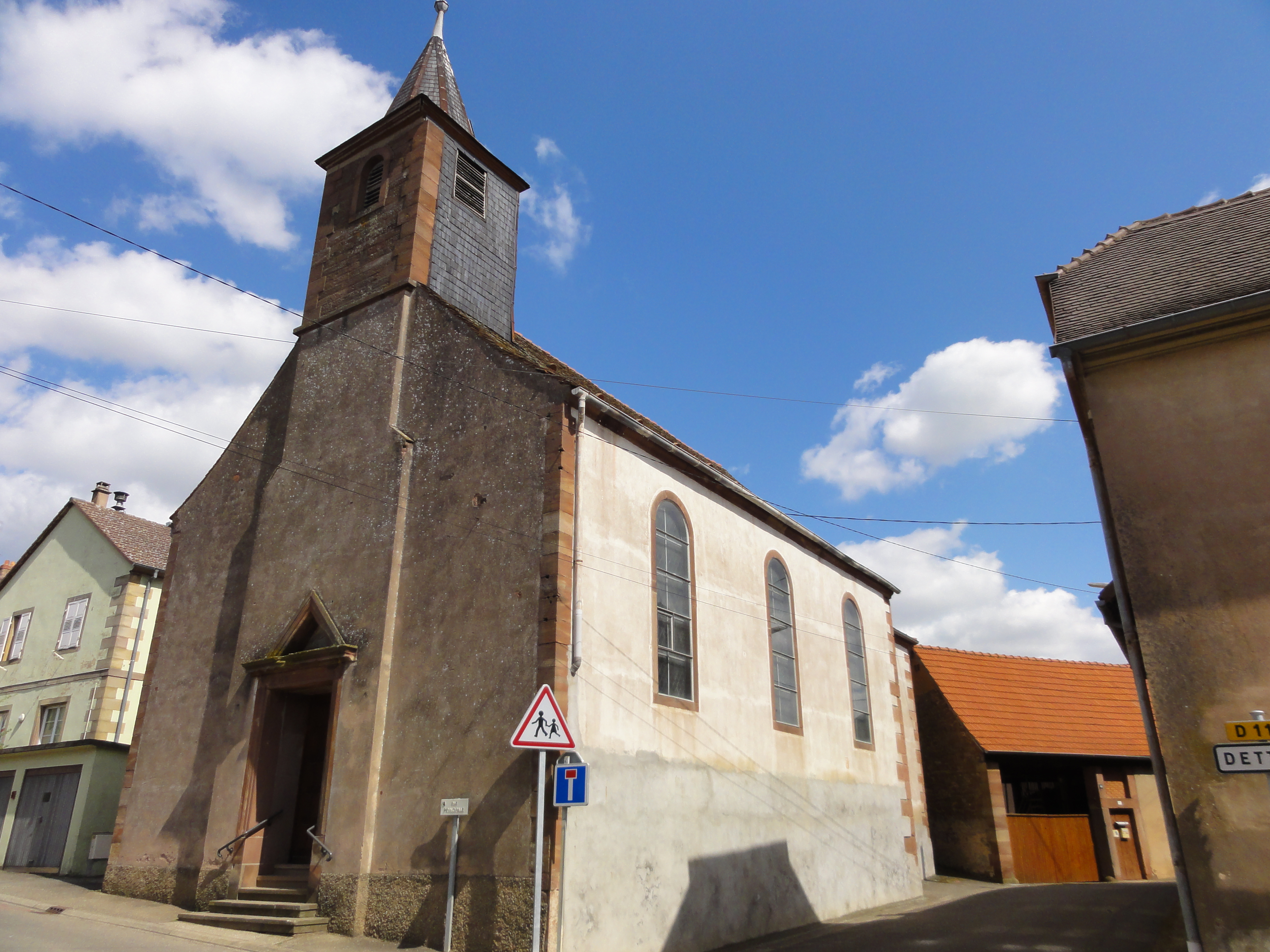
Église Sainte-Rose-de-Lima (XIXe siècle).
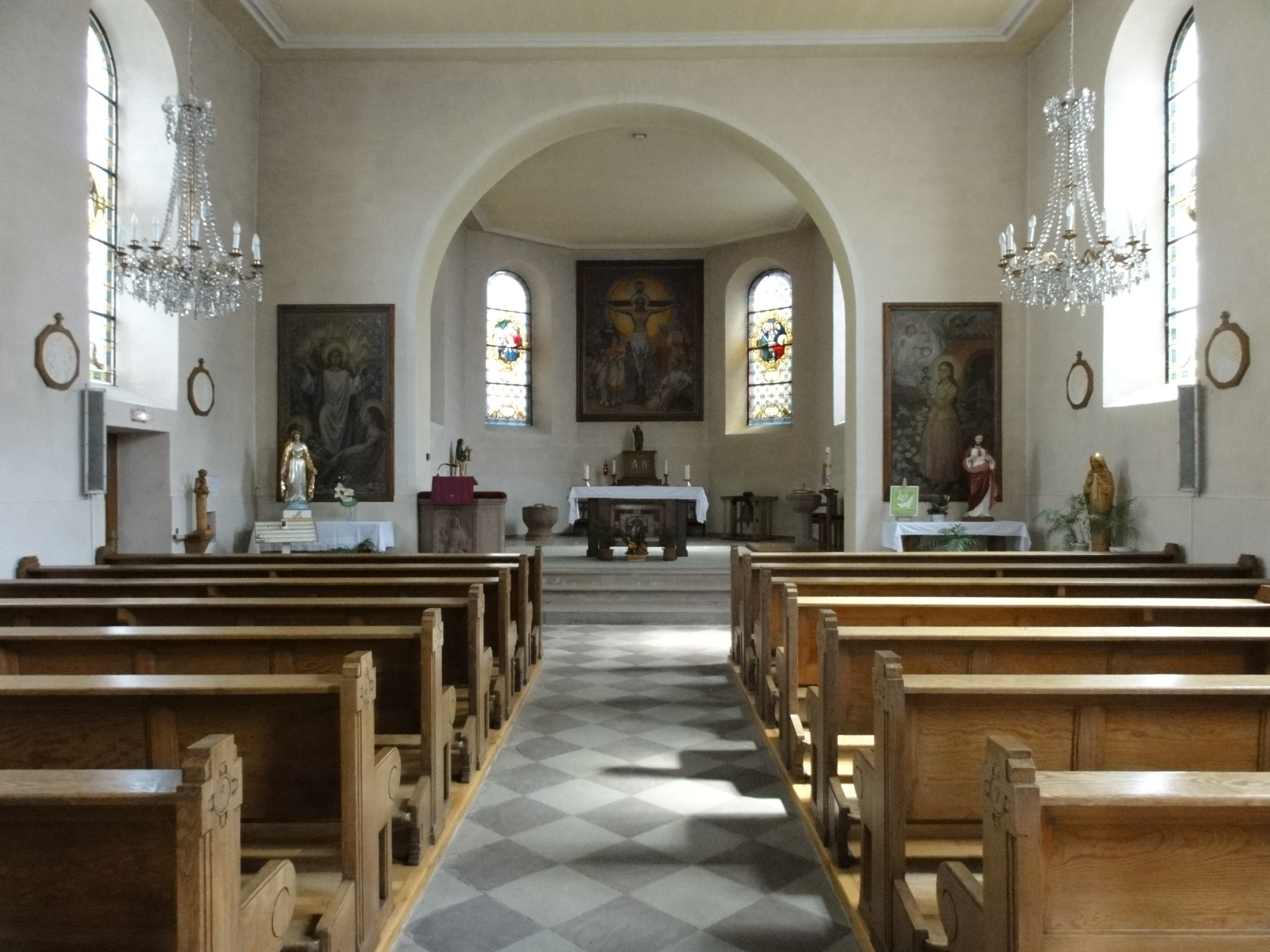
Intérieur de l'église Sainte-Rose-de-Lima.